# Kamila Hudecová
Kamila Hudecová (* 12. Juli 1987 in Bratislava) ist eine slowakische Fußballspielerin.

## Karriere

### Verein
Geržová begann ihre Karriere mit ŠK Slovan Bratislava und wechselte im Sommer 2012 zum österreichischen Erstligisten USC Landhaus Wien. Im Januar 2013 wechselte sie vom USC Landhaus Wien zum Ligarivalen FC Südburgenland.

### International
Hudecová ist A-Nationalspielerin der slowakischen Fußballnationalmannschaft der Frauen.